# 2113 Ehrdni
2113 Ehrdni eller 1972 RJ2 är en asteroid i huvudbältet som upptäcktes den 11 september 1972 av den rysk-sovjetiske astronomen Nikolaj Tjernych vid Krims astrofysiska observatorium på Krim. Den har fått sitt namn efter Ehrdni Delikov.